# 반대의 통합
반대의 통합(complexio oppositorum, Zusammenfall der Gegensätze, coïncidence des opposés, the dialectic of opposites, the unity of opposites, 대립의 통합) 혹은 반대의 변증법, 상반통합, 대립통일(對立統一), 반립의 원리 등으로 번역된다. 두개의 모순적 개념이 현존하면서 반대의 결합을 주장하는 철학과 신학의 개념이다. 어떤 개념이나 신학의 교리들이 논리학이나 형이상학의 견지에서 보면 서로 반대되는 것처럼 보일 때 조차도 통합할 수 있는 능력이 있다는 것이다. 피타고라스 학파에서 시작된 철학 이론으로  니콜라우스 쿠자누스는 그의 책 '무지의 가르침'에서 이 이론을 주장하였다. 중세시대에 사용되었던 우연의 일치(Coincidentia oppositorum)개념과 비슷한 개념이다. 칼뱅학자 헤르만 바우케(Herman Bauke)는 칼빈신학이 본질적으로 Complexio Oppositorum (반대의 결합)이라는 견해를 표현했다고 한다. 그는 말하기를 칼빈은 교리들이 논리나 형이상학의 관점에서는 서로가 모순되고 반대되는 것처럼 보여지지만 형식적 통일성을 이룬다고 한다. 칼빈의 신학은 논리적 형이상학적인 모순 안에 있는 현존하는 개인의 교리적 가르침을 조직적인 결합으로 묶는 것을 찾아내는 것이다.

## 고대 철학
반대의 통일은 소크라테스 이전의 그리스 사상가 인 헤라클레이토스 (기원전 535 년경 ~ 기원전 475 년경)에 의해 서양의 견해에 처음 제안되었다. 철학자들은 한동안 반대의 개념에 대해 고민해 왔다. 아낙시메네스는 모든 원소에는 반대되는 성질이 있거나 반대되는 성질과 연결되어 있다고 가정했다(물은 차갑고 불은 뜨겁다). 따라서 물질 세계는 원소(흙, 공기, 불, 물)와 그 반대의 쌍(뜨겁고 차갑고, 습하고 건조한)이 생겨난 무한하고 무한한 아페론으로 구성되어 있다고 했다. 아낙시만데르에 따르면 이 세계에는 끊임없이 반대되는 것들의 전쟁이 벌어졌.아낙시메네스의 제자이자 후계자인 밀레투스의 아낙시메네스는 이 무한하고 무한한 아치를 중성적인 성질을 가진 것으로 알려진 공기로 대체했다. 아낙시메네스에 따르면 이 세상은 반대의 전쟁이 아니라 변화의 연속이었다. 그러나 헤라클레이토스는 밀레시안 일원론을 받아들이지 않았고, 그 근본적인 물질적 아치를 우주의 신성한 단일 법칙, 즉 로고스라고 부르는 것으로 대체했다. 헤라클레이토스의 우주는 동일하게 유지되면서도 끊임없이 변화하고 있는 것이다. 즉, 물체가 A 지점에서 B 지점으로 이동할 때 기본 법칙은 동일하게 유지되는 동안 변화가 발생한다. 따라서 우주에는 차이와 같음을 동시에 포함하는 반대의 통일성이 존재한다. 헤라클레이토스의 격언은 이 개념을 다음과 같이 설명한다:
"올라가는 길과 내려가는 길은 같은 것이다." (히폴리투스, 반박 9.10.3)
이것은 반대의 공전의 통일성을 보여주는 예이다. 왜냐하면 이 경사진 길은 오르막과 내리막이라는 상반된 성질을 동시에 가지고 있기 때문이다. 헤라클레이토스에 따르면 모든 것은 끊임없이 변화하고 있으며, 모든 변화하는 물체는 적어도 한 쌍의 반대를 포함하며(반드시 동시에 존재하는 것은 아니지만), 모든 반대의 쌍은 적어도 하나의 물체 안에 포함되어 있다. 헤라클레이토스는 또한 반대의 연속을 변화의 근거로 사용한다. 차가운 것은 뜨거워지고, 뜨거운 것은 차가워지며, 촉촉한 것은 시들고, 메마른 것은 젖는다. (DK B126) 물체는 변화를 겪으면서도 반대되는 성질에도 불구하고 지속된다고 한다.

## 중세 철학
5세기 독일 철학자 니콜라우스 쿠자누스(Nicholas of Cusa)가 그의 에세이 <무지의 가르침>(De Docta Ignorantia, 1440)에서 사용한 신플라톤주의 용어이다. 신(神)을 이해하려면 이성의 한계를 넘어서는 것이 필요하다고 주장했다. 즉, 신은 모든 대립적 속성들을 초월한 존재이며, 신 안에서 대립하는 모든 것들이 합일된다는 것이다. 예를 들어, 신은 모든 것의 무한함과 유한함을 동시에 포함하고, 이로 인해 신은 대립적 특성들을 통합한 존재로 이해한다.
20세기 종교 역사가인 미르체아 엘리아데는 신화와 의식에 관한 에세이에서 이 용어를 광범위하게 사용하면서 우연성을 "신화적 패턴"이라고 설명했다. 정신과 의사 칼 융, 철학자이자 이슬람학 교수인 헨리 코빈, 유대인 철학자 게르솜 숄렘과 아브라함 조슈아 헤셸도 이 용어를 사용했다. 연금술에서 우연의 일치란 우연의 일치와 동의어이다. 예를 들어 마이클 마이어는 반대의 결합이 연금술 작업의 목표라고 강조한다. 또는 파라셀수스의 제자 게르하르트 도른에 따르면 연금술의 최고 등급은 전체 인간과 하나의 세계(unus mundus)의 결합으로구성되었다.
이 용어는 이전에 서로 다르다고 믿었던 것들의 하나됨에 대한 계시를 설명하는 데에도 사용된다. 사물의 통일성에 대한 그러한 통찰은 일종의 내재성이며 다양한 비 이원론자 및 이원론적 전통에서 발견된다. 이 아이디어는 탄트라 힌두교와 불교, 독일 신비주의, 조로아스터교, 도교, 선, 수피즘 등의 전통에서 나타난다.

## 칼빈신학
독일의 저명한 칼뱅 학자 헤르만 바우케(H. Bauke, Die Probleme der Theologie Calvins)에 의하면 칼빈신학의 형식적 특징은 complexio oppositorum(반대의 통합)이라고 한다. 논리적이고 형이 상학적인 관점이 아닌 교리를 전체적으로 종합하는 능력이라고 한다. 칼빈의 신학방법은 하나나 혹은 두 개의 중심교리로부터 추론하는 연역적 체계가 아니라고 한다. 칼뱅은 개개의 교리의 가르침으로부터 추론하고 발전될 수 있는 Diagonale(대각선처럼 마주보는 개념)나 Stammlehre(단어의 내부구조를 찾는 형태론)나 중심교리나 혹은 자료적 원리를 찾으려 하지 않았다고 한다. 반대로 그는 논리적이고 형이상학적인 모순 안에 있는 현존하는 개개의 교리적 가르침을 조직적인 결합으로 묶는 것을 찾아낸다고 한다. 이러한 특징은 많은 상충적 해석이 있음을 보여준다고 한다. 왜냐하면 해석자들은 한 교리에 집중하게 되면, 똑같이 중요한 다른 교리들에는 소홀하기 때문이라고 한다. Martin Schulze의 연구는 이러한 잘못된 오류에 좋은 본보기라고 한다. 바우케는 1922년에 이 문제와 관련된 ｢칼빈 신학의 문제들｣이라고 하는 주목할 만한 저작을 내놓았다. 그는 칼빈 사상의 특징은 형식적인 변증법적 합리주의로서 그의 성서주의에 입각하여 반대되는 것들을 결합시켜 놓은 것이라고 했다. 그래서 그는 칼빈은 체계론자라기보다 변증론자, 기껏해야 변증법적 체계론자라고 부른다. "교의학의 개개의 기본적 요소들이 나란히 놓여 있으며 상호 변증법적으로결합되어 있으며 한둘의 기본적 원리로부터 연역적으로 추론되지 않는다.“ 이런 칼빈 사상의 특징은 프랑스인의 사고의 특징으로서 두메르규 같은 프랑스인 칼빈 연구가들은 칼빈 이해에 아무 어려움도 느끼지않지만, 내용적인 합리주의적 정신을 가진 독일인 칼빈 연구가들(예컨대 리츨과 랑)은 칼빈 이해에 상당한 어려움을 느낀다고 한다. 바우케는 칼빈신학에 있어서 모든 것을 추론해 낼 수 있는 하나의 통일적 원리를 찾아내려는 시도는 이루어질 수 없으며 연구가들 사이에 새로운 분열을 야기시킬 뿐이라고 보았다.

유명한 칼뱅학자 빌헬름 니젤은 이 책(Hermann Bauke, Die Probleme der Theologie Calvins, 1922)은 칼빈신학 연구에 새로운 지평을 열었다고 하면서, 그 이전의 연구는 주로 하나 혹은 그 이상의 핵심적이며 근원적 원리을 찾으려고 했지만, 그는 칼빈 신학의 형식(form)에서 새로운 시도를 한다고 보았다.
바우케의 신학적 내용의 전체적 구조 형태를 3가지로 분류,
1. 내면적이 아닌 형식적 이성주의를 주장 칼빈은 형식적 변증법에 의해 신학교리 를 이해하려고 햇다고 한다.
2. 구조적 전개 방식이 Complexio oppositorum- 논리적이고 형이상학적인 관점이  아닌 교리를 전체적으로 종합하는 능력이다.
3. 성경주의는 성경의 주제를 바탕으로 해석되어야 한다는 형식적 의미의 교리이다.
결국 칼빈는 루터의 신학체계에 프랑스적 형식을 중시한 새로운 구조적 전개를 했다고 바우케는 평가했다고 니젤은 말한다,
안토니 후크마(Anthony A. Hoekema)에 따르면, 칼빈이 그의 신학체계의 근본적 원리로서 하나의 교리를 취했다는 바로 그 생각은 오류라고 한다. 왜냐하면 이런 잘못된 주장은 칼빈의 첫번째 관심이 논리적으로 철저한 체계 - 데카르트의 '나는 생각한다. 고로 나는 존재한다'-에 비교해서 어떤 원래의 첫 전체로부터 연역적으로 세워진 것을 구축하려는것을 말하기 때문이다. 그러나 이런 시도는 전혀 칼빈의 의도가 아니었다고 한다. 칼빈은 그가 할 수 있는 한 성경의 가르침을 진실하게 재생하는 하나님의 말씀의 신학자가 되는데 관심이 있었고, 가능한 그는 성경의 가르침이 서로 논리적인 조화를 이루도록 노력했다고 한다. 이것이 불가능할 때는 그는 이성적으로 조화시킬 수 없는 성경적 가르침이 있다는 것을 인정하는데 두려워 하지 않았다고 한다. 칼빈에게 있어서 성경에 대한 충실성은 지성적 일관성 보다 더 중요했다라고 한다.
존 리스 (John H. Leith, Calvin's Theological Method and the Ambiguity in His Theology)의 평가를 소개한다.
“ Bauke의 연구는 진정으로 앞으로의 한 발짝이었다. 왜냐하면 '기독교강요‘를 해석하는 모든 시도는 내용만큼 형식을 고려해야함을 분명하게 했기 때문이다. 그는 칼빈은 하나나 두 개의 원리로부터 신학의 시스템을 추론해내는 훌륭한 조직자였다는 개념에 파괴적인 일격을 가했다. 대부분의 최근 칼빈주의자들은 이러한 관점의 Bauke의 결론에 동의한다: 그러나 그의 연구는 모순된 해석에 종말을 고하지는 않는다.
Bauke의 연구가 칼빈의 사상이해에 많이 기여한 반면, 적어도 세 개의 반론이 그의 결론에 대해 제기되어야 한다. 우선 첫째로, 칼빈 신학의 역설적인 특징에의 강조는 내면적인 통일성을 흐리게 한다. 그의 신학이 단순히 개인의 가르침들을 형식적으로 모아 놓은 것이고 서로 변증법적이라는 인상을 준다. 둘째로, 내용과 형식을 완전하게 분리하는 것이 가능한지의 문제가 제기되어야 한다. 예를 들어 예정론의 정의에 대한 내용과 비난이 그들의 합리주적인 형식으로부터 완전히 자유한가? 끝으로 칼빈사상의 형식적인 특징이 모순 없이 같은지 아닌지에 대해 의문이 제기되어야만 한다. 만일 형식적인 특징이 변한다면, 그때는 Bauke의 이론이 부적당하다.“
에드워드 A. 다위(Edward Dowey)는 같은 점을 말했다. 칼빈은 성경의 개개의 주제들을 명료화하고 이해하는 데에 높은 수준을 완전히 확신받고 있었다. 그러나 그는 또한 이성적으로 조리있는 전체보다도 오히려 많 은 논리적 일관성을 포함한 신학을 창조하는 만큼 신적 신비앞에서 아주 복종적이었다. 만약 이것이 내가 믿는 바대로 사실이라면 신학에서 해결되지 않은 논리적 긴장을 인정하는 것은 칼빈주의의 뚜렷한 표지라는 것을 말해주는 좋은 경우를 만들 수 있다. 칼빈에게 충실한 신학은 논리학이 마지막 단어를 가지고 있지 않다는 것을 항상 인정하려고 해야 할 것이다.
크리스토퍼 옥커는 신학적으로 다음과 같이 기독교 강요와 관련하여 설명한다. 칼빈은 기독교 강요(Institutes of the Christian Religion)는 가장 평범한 책으로 "지극히 평범한 사람들을 도와  이들을 지도하여 하나님께서 그분의 말씀을 통하여 우리에게 가르치려 한 바가 무엇인지를 발견할 수 있도록 돕고, 기독교 철학에 담겨 있는 중요하고도 가장 무게 있는 주제들을 다루려는" 의도로 쓰여졌다고 전하고 있다. 그러나 칼빈의 해석가들은 거의 대부분이, 이 책은 서로 상충되는 혹은 역설적인 정신, 콤플렉시오 오포시토룸(complexio oppositorum), 곧 하나님과 인간 본성 사이의 차이, 혹은 하나님의 두 가지 얼굴, 곧 가장 준엄한 엄숙성과 가장 커다란 부드러움 사이의 차이 등으로 양극화된, 논리적으로는 서로 반대되는 사고를 아무런 어려움 없이 통합할 수 있는 정신의 신학을 제공하고 있음에 보편적으로 동의해 왔다. 좀더 폭넓은, 문화적인 용어로는 칼빈 신학의 변증법은 가장 적합하게는 바로 르네상스와 종교 개혁 사이의 갈등으로 불리우고 있고 한다.
박해경 박사는 바우케가 complexio oppositorum을 주장한 이래 칼빈의 신학을 변증법적으로 연구하는 경향이 있다고 하였다. 이런 학자로 J. Bohatec, Calvins Lehre von Staat und Krche mit besonderer Berücksichtigung des Organismusgedankens (Breslau: Marcus, 1937), Ganoczy, Battles, Bouwsma, Wendel, Higman, Eire, Reid 등이 모두 변증법적 구조(dialectical structure)로, 혹은 juxtaposition으로, anti-these로, via media로 칼빈의 신학을 이해한다고 한다.

## 아브라함 카이퍼
김영한 박사 “아브라함 카이퍼의 신칼빈주의는 하나님의 주권 사상에서 나오는 다양한 창조 영역의 주권을 천명하면서, 오늘날 자유민주주의에 중요한 사상적 기초를 전하고 있다”며 “뿐만 아니라 공적 삶 이해에 필요한 신학적·철학적 관점을 통해, 공적 영역에서 하나님께서 부여하신 영역 주권을 행사하도록 하는 공공신학의 기반을 제시하고 있다”고 정리했다.
그는 “카이퍼는 계몽주의와 프랑스 혁명 사상이 16세기 종교개혁 전통과 정면으로 상충된다고 보고, 자신의 입장을 종교개혁 전통에 충실한 ‘반혁명적 복음주의’라고 천명했다”며 “그는 칼빈주의를 하나님 중심에서 세계를 보고 해석하는 기독교 세계관으로 정립하고자 했다. 창조자에게 순종하는 정신과 반역하는 정신 사이에는 갈등과 충돌이 일어날 수밖에 없고, 이를 ‘반립(antithesis)’의 원리’라고 했다”고 소개했다.

## 현대철학
현대 철학에서 독일 철학자 게오르크 빌헬름 프리드리히 헤겔의 작품가운데 Phenomenology of Spirit(서로 대립하는 사상 간의 모순을 해결하는 과정인 변증법 개념을 소개)과 Science of Logic(세상의 모든 것이 서로 반대되는 힘 또는 개념의 결과이며, 이러한 반대되는 힘은 상호 배타적인 것이 아니라 더 큰 전체의 일부라고 주장)에서 사용된 개념이다. 전반적으로 '복합적 대립'이라는 개념은 헤겔 철학의 중심 사상으로, 그의 주요 저작에서 다양한 방식으로 정교하게 다루어지고 있다. 변증법에서 "반대"는 서로 반대되는 두 가지 아이디어 또는 개념을 의미한다. 변증법 과정에는 이러한 반대 사이의 긴장과 갈등이 포함되며, 결국에는 갈등의 종합 또는 해결로 이어진다. 이 종합은 새로운 논제가 되고, 이 논제는 또 다른 대립에 의해 반대되어 또 다른 갈등과 종합으로 이어진다.따라서 이러한 맥락에서 '복합적 대립'은 변증법적 과정을 통해 서로 반대되는 아이디어나 개념이 결합하는 것으로 볼 수 있다. 상반되는 아이디어나 개념이 반드시 상호 배타적인 것은 아니며, 더 높은 종합으로 통합될 수 있다. 헤겔은 그의 철학에서 유한과 무한 , 힘 과 물질 , 동일성 과 차이 , 긍정 과 부정, 형식 과 내용 , 우연과 필연, 원인 과 결과 , 자유 와 필연 , 주관성 과 객관성 , 수단 과 목적 , 주체 와 객체 , 추상 과 구체 등 의 개념 을 포함하여 " 반대 의 통일"의 사례를 꽤 많이 설명했다.

## 유물론적 변증법
반대의 합일 법칙은 유물론적 변증법의 기본 법칙으로, 모순의 법칙 또는 모순 이론이라고도 한다. 마르크스주의에서 일반적으로 사용되는 모순 이론은 사회적, 지적 영역과 사물 사이의 모든 것이 모순을 포함하고 있으며 사물의 모순되는 두 측면이 결합되어 사물의 운동, 변화 및 발전을 추진하기 위해 투쟁한다는 것을 보여준다. 통일과 모순의 법칙에는 모순의 양면의 동일성과 투쟁, 모순의 보편성과 특수성, 사물의 발전 과정에서의 모순과 모순의 양면 발전의 불균등성 등의 의미가 있다. 변증법은 모든 모순을 해결하기 위한 방법론이라고 한다.

## 참고문헌
- Hermann Bauke, Die Probleme der Theologie Calvins, 1922.
- Gamble, "Calvin's Theological Method: Word and Spirit, A Case Study"
- A. Ganoczy, "Calvin als paulinischer Theologie", Calvinus Theologus, ed. W. Neuser (Neukirchen-Vluyn: Neukirchen Verlag, 1976), 67-9.

## 같이 보기
- 헤르만 바우케
- 장 칼뱅의 신학